# Canna (genre)
Pour les articles homonymes, voir Canna.
Genre
Classification phylogénétique
Canna est un genre de plantes monocotylédones de la famille des Cannaceae. Il comprend plusieurs espèces de plantes herbacées des régions tropicales et subtropicales d'Amérique.
Des hybrides de Canna sont très fréquemment utilisés comme plantes florales ornementales.

## Liste d'espèces
Selon World Checklist of Selected Plant Families (WCSP) (20 mars 2012):
- Canna bangii Kraenzl. (1912) ;
- Canna flaccida Salisb. (1791) ;
- Canna ×generalis Bailey (pro sp.) ;
- Canna glauca L. (1753) ;
- Canna indica L. (1753) - Conflore (syn. : Canna lutea Mill.) ;
- Canna iridiflora Ruiz & Pav. (1798) ;
- Canna jaegeriana Urb. (1917), nom. cons. ;
- Canna liliiflora Warsz. ex Planch. (1855) ;
- Canna paniculata Ruiz & Pav. (1798) ;
- Canna pedunculata Sims (1822) ;
- Canna tuerckheimii Kraenzl. (1912), nom. cons..

## Espèces aux noms synonymes, obsolètes et leurs taxons de référence
A COMPLÉTER
- Canna lambertii Lindl.
- Canna neglecta Steud.
- Canna pertusa Urban
- Canna sylvestris Roscoe